# Klaus Glashoff
Klaus Glashoff (* 26. Januar 1947  in Wedel) ist ein deutsch-schweizerischer Mathematiker und Logiker.

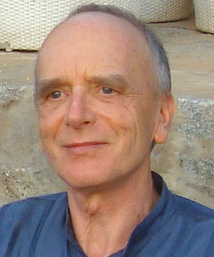

Glashoff wuchs in Hetlingen im Kreis Pinneberg auf. Nach einem Studium der Naturwissenschaften in Hamburg promovierte Glashoff 1972 in Mathematik bei Werner Krabs und Lothar Collatz. Anschließend war er wissenschaftlicher Assistent am Fachbereich Mathematik der Technischen Hochschule Darmstadt. Von 1976 bis 2001 war er Professor für Mathematik (insbesondere Optimierung) an der Universität Hamburg und von 1980 bis 1982 Vizepräsident dieser Universität.
Er verfasste Arbeiten zur Angewandten Mathematik, besonders zur Optimierung und Kontrolltheorie. Zusammen mit Sven-Åke Gustafson entstand das Buch Linear Optimization and Approximation. Seit einiger Zeit beschäftigt sich Klaus Glashoff mit der Geschichte der Logik, insbesondere der griechischen und indischen Logik sowie mit Leibniz’ logischen Schriften. 2004 begründete er das internetbasierte Sanskrit-Englisch-Sanskrit-Wörterbuch. 2008 war Glashoff Numata-Professor ("Formalization of ancient Buddhist Logic") an der Ryūkoku-Universität in  Kyōto.
Von 2012 bis 2017 war Klaus Glashoff Mitglied einer Forschungsgruppe des Europäischen Forschungsrats an der Universität Lugano mit dem Thema „COMET – foundations of COmputational similarity geoMETtry“, geleitet von Michael Bronstein.
Klaus Glashoff lebt in Stuttgart-Bad Cannstatt und in Massagno, Bezirk Lugano, Schweiz und erhielt 2022 das Schweizer Bürgerrecht. Er war viele Jahre Präsident des 2005 gegründeten Schweizer Vereins  Direct Donation, Massagno (TI), der 2013 mit dem gemeinnützigen Verein noon.ch mit Sitz in Murten (FR), zusammengelegt wurde. noon.ch unterstützt Projekte in Indien, die benachteiligte Jugendliche bei ihrer Ausbildung fördern.

## Schriften (Auswahl)
- Restricted approximation by strongly sign-regular kernels: The finite bang-bang principle. July 1980, Journal of Approximation Theory 29(3):212-217, doi:10.1016/0021-9045(80)90125-2
- Mit Sven-Åke Gustafson: Linear Optimization and Approximation. An Introduction to the Theoretical Analysis and Numerical Treatment of Semi-infinite Programs. Springer, New York. 1983 ISBN 978-0-387-90857-1
- 线性最优化与逼近, 成都科技大学出版社 Chengdu University Press, 1993 (Lineare Optimierung und Approximation, Übersetzung aus dem Englischen durch S.-Å. Gustafson)
- Rezension des Handbook of the history of logic, edited by Dov M. Gabbay and John Woods, Volume 1: Greek, Indian and Arabic logic. Elsevier, Amsterdam, 2004, viii + 618 pp. Bulletin of Symbolic Logic 10 (4):579-583.
- On Stanisław Schayer's Research on Nyāya. Journal of Indian Philosophy (2004) 32: 295. doi:10.1023/B:INDI.0000044317.94739.88
- Aristotelian syntax from a computational-combinatorial point of view. Journal of Logic and Computation 15, 949–973, 2005, doi:10.1093/logcom/exi048
- An intensional Leibniz semantics for Aristotelian logic. The Review of Symbolic Logic 3,262–272, 2010,  doi:10.1017/S1755020309990396.
- MADMM: a generic algorithm for non-smooth optimization on manifolds, Kovnatsky, Artiom; Glashoff, Klaus; Bronstein, Michael M., European Conference on Computer Vision 2015.  In: Leibe B., Matas J., Sebe N., Welling M. (eds) Computer Vision – ECCV 2016. Lecture Notes in Computer Science, vol 9909. Springer, Cham. doi:10.1007/978-3-319-46454-1_41